# Schloss Rosenhof (Sandl)

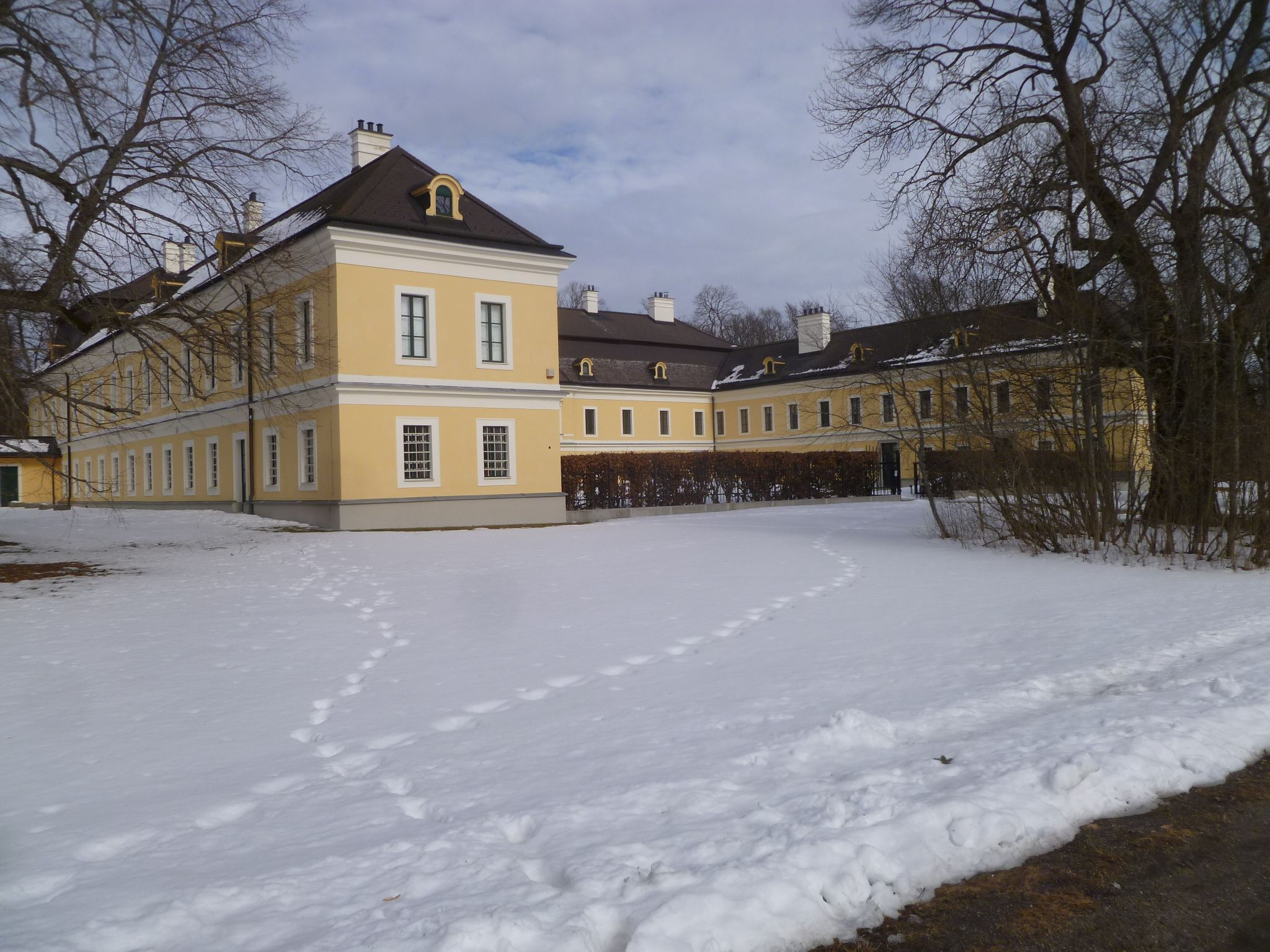
Schloss Rosenhof (von Westen)

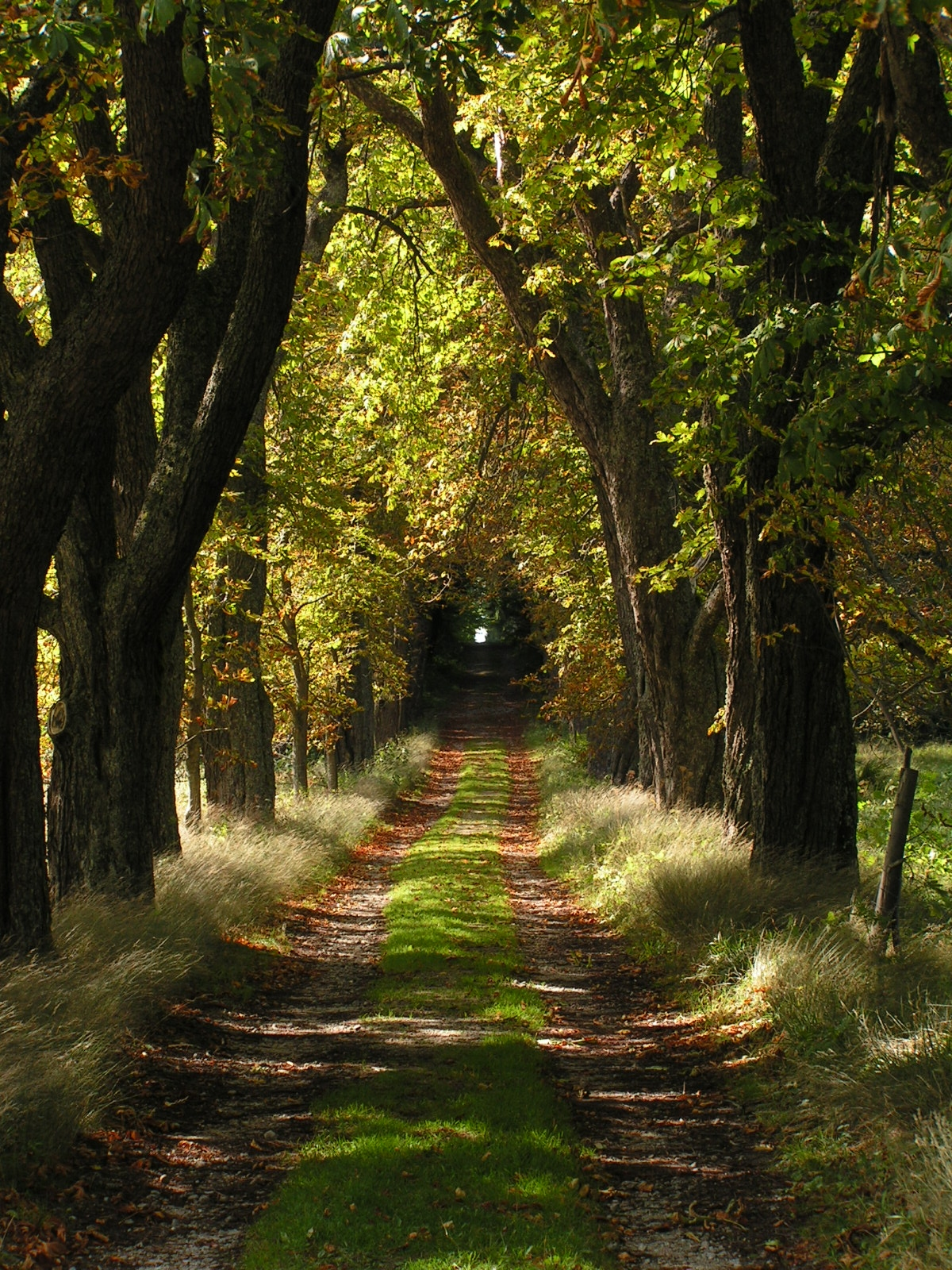
Der Weg über den Hengstberg führt von Sandl ostwärts zum Schloss Rosenhof.

Das Schloss Rosenhof  ist eine private Schlossanlage in Oberösterreich und liegt zwei Kilometer östlich des Ortes Sandl im Mühlviertel. Das zweigeschoßige, hufeisenförmige Schloss steht in einem ausgedehnten Park.

## Geschichte
Das Schloss wurde 1760 von Graf Alois Thomas Raymond Harrach als Jagdschloss erbaut. 1773 kam es in den Besitz von Graf Ferdinand Bonaventura von Harrach, damals der Besitzer der Herrschaften Freistadt und Harrachstal. Der Jagdhof erhielt den Rufnamen von seiner Frau und seiner Tochter – Rosenhof. Er entwickelte sich zu einer Musterlandwirtschaft, so wurden Flachs, Erdäpfeln, Kraut und Rüben angebaut und Viehzucht betrieben. Nach dem Tod des Grafen erbte seine Tochter Rosa den gesamten Besitz. Sie heiratete 1777 den Fürsten Kinsky, seitdem ist er im Besitz dieses Geschlechts.
In den Jahren 1780 bis 1792 wurde das Schloss mit der Errichtung des Ostflügels vergrößert. Nach dem Tod der Fürstin Rosa (1813) wurde das Schloss an Graf Franz de Paula Josef Kinsky als Alleinerben weitergegeben. Dieser ließ 1827 den Westflügel errichten und verlieh dem Schloss sein heutiges Aussehen. 1876 wurde die Kinsky’sche Güterverwaltung von Harrachsthal hierher verlegt und weitere kleinere Umbauten wurden vorgenommen.
Gegen Ende des Zweiten Weltkriegs wurde das Stadtarchiv Freistadt hier in Sicherheit gebracht. Sowjetische Soldaten plünderten 1945 das Schloss und zogen auch das Stadtarchiv in Mitleidenschaft. Nach 1945 wurden die Kriegsschäden behoben, und Anfang der 1980er Jahre folgte eine Generalsanierung des Schlosses. Therese Kinsky starb 1973 und Josef Czernin-Kinsky erbte Rosenhof. Das Schloss dient derzeit als Wohngebäude der Familie Czernin-Kinsky.

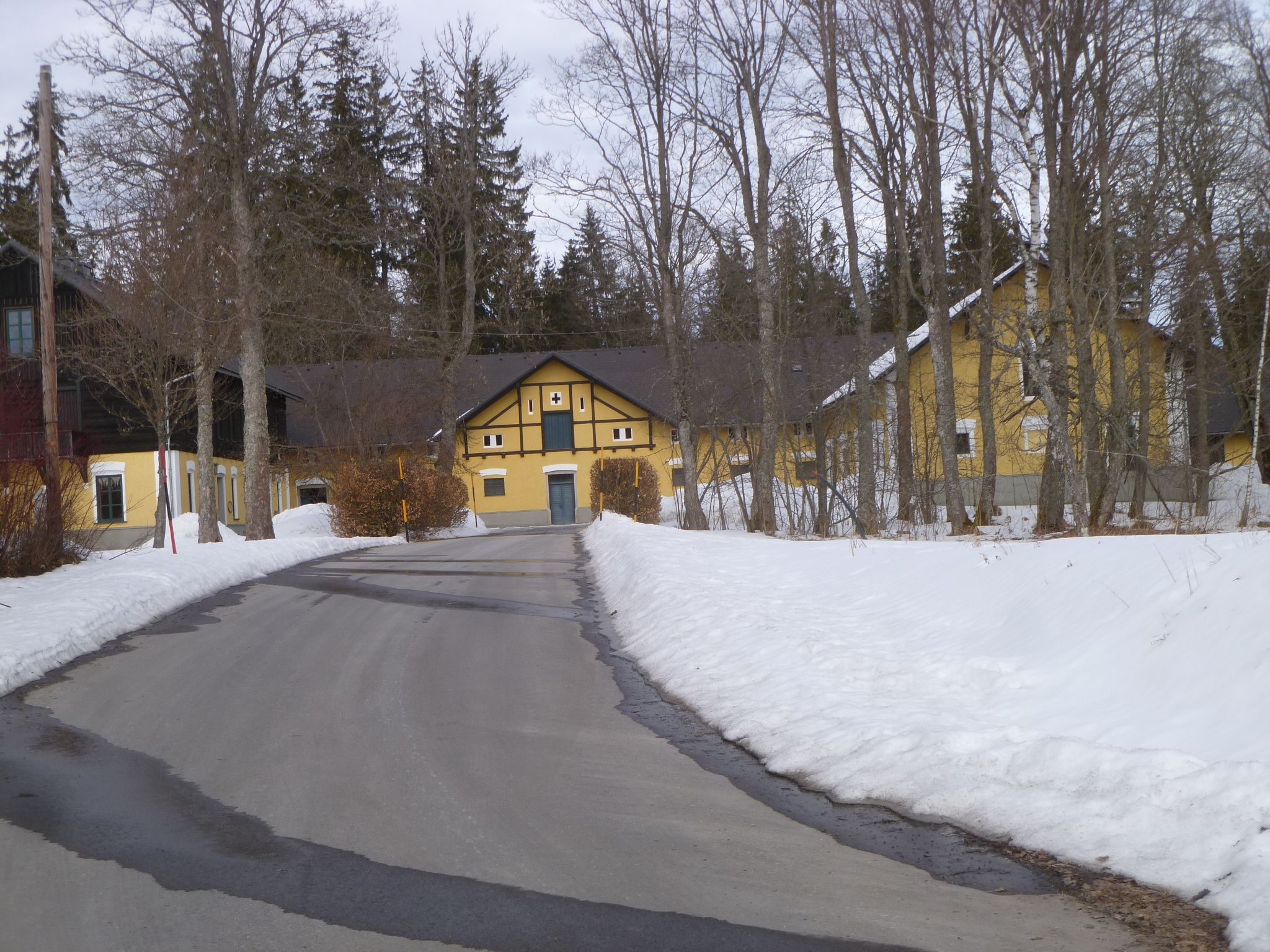
Schloss Rosenhof: Forstverwaltung

## Nebengebäude
Das Schloss umfasst auch eine eigene Forstverwaltung und ein Sägewerk, die in Nebengebäuden untergebracht sind. Zum Schloss gehört ein beträchtlicher Waldbesitz um Sandl, die Böhmerwald Straße (B 38) führt abschnittsweise durch den Herrschaftswald hindurch.

## Rosenhofer Teiche

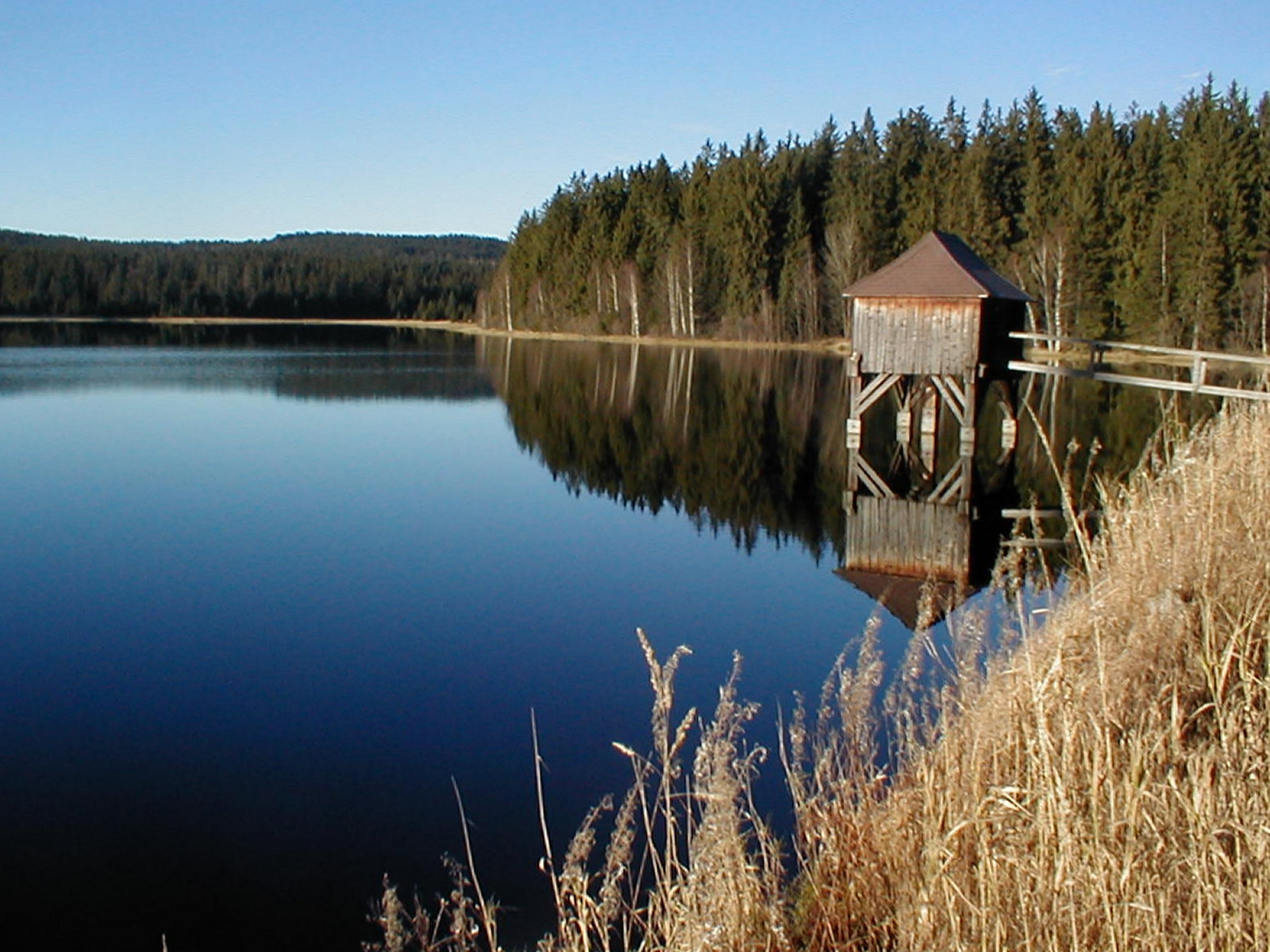
Oberer (Großer) Rosenhoferteich

Zum Schloss gehören die Rosenhofer Teiche, der untere (kleinere) ist ein beliebter öffentlicher Badeteich.
Die Teiche wurden vor allem errichtet, um genügend Wasser für die Holzschwemme auf der Aist zu haben. Im 19. Jahrhundert wurde nämlich jedes Frühjahr viel Holz über den Flammbach, die Schwarze Aist und die Waldaist in die Aist geschwemmt, wo die Stämme dann in Au an der Donau zu großen Flößen gebunden und nach Wien geflößt wurden. Erst 1947 wurde das arbeitsaufwändige und gefährliche Holzschwemmen eingestellt – man konnte nun die Stämme billiger mit LKW und Bahn transportieren.

Schloss Rosenhof
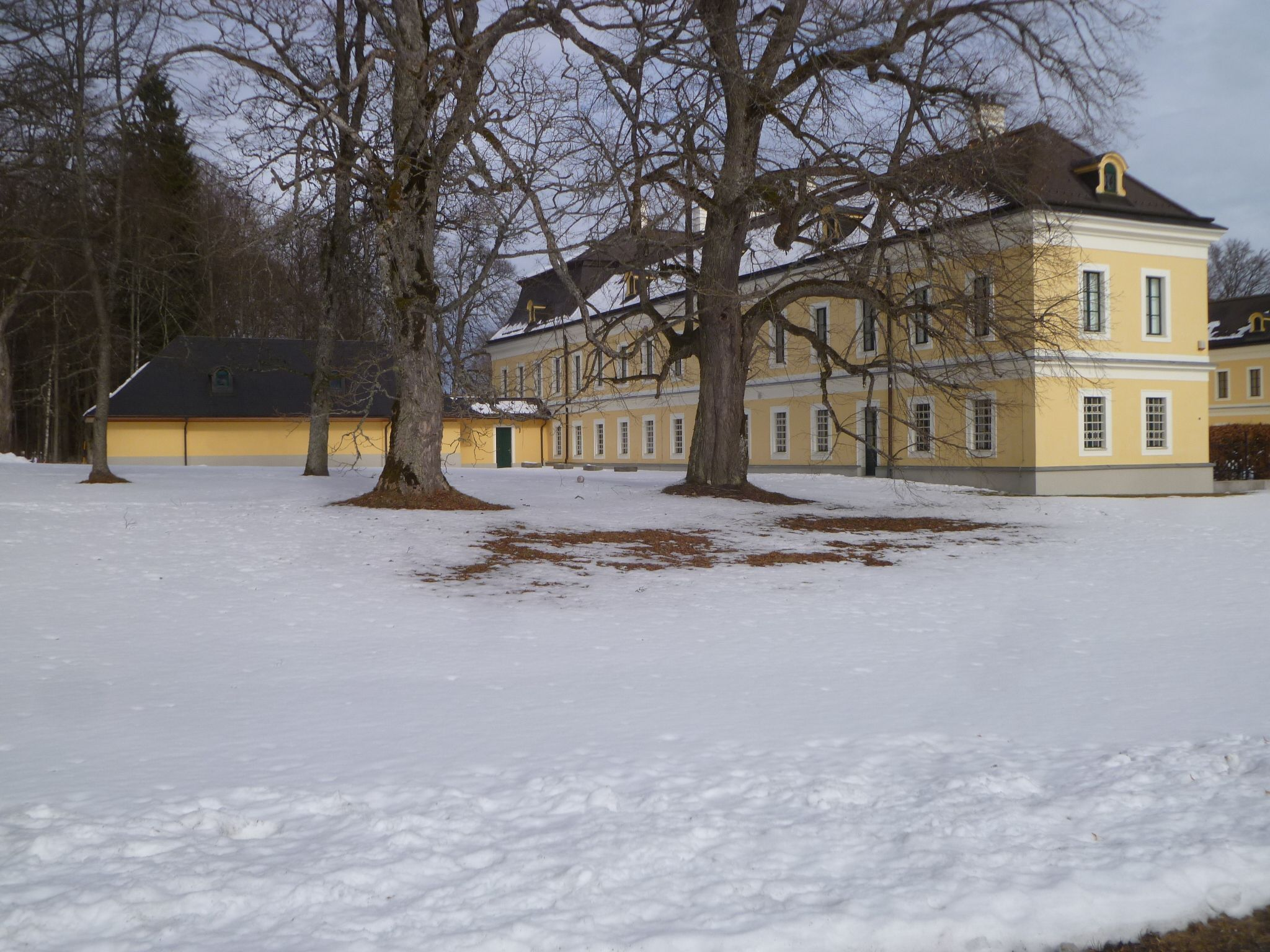
Linker (westlicher) Schlosstrakt
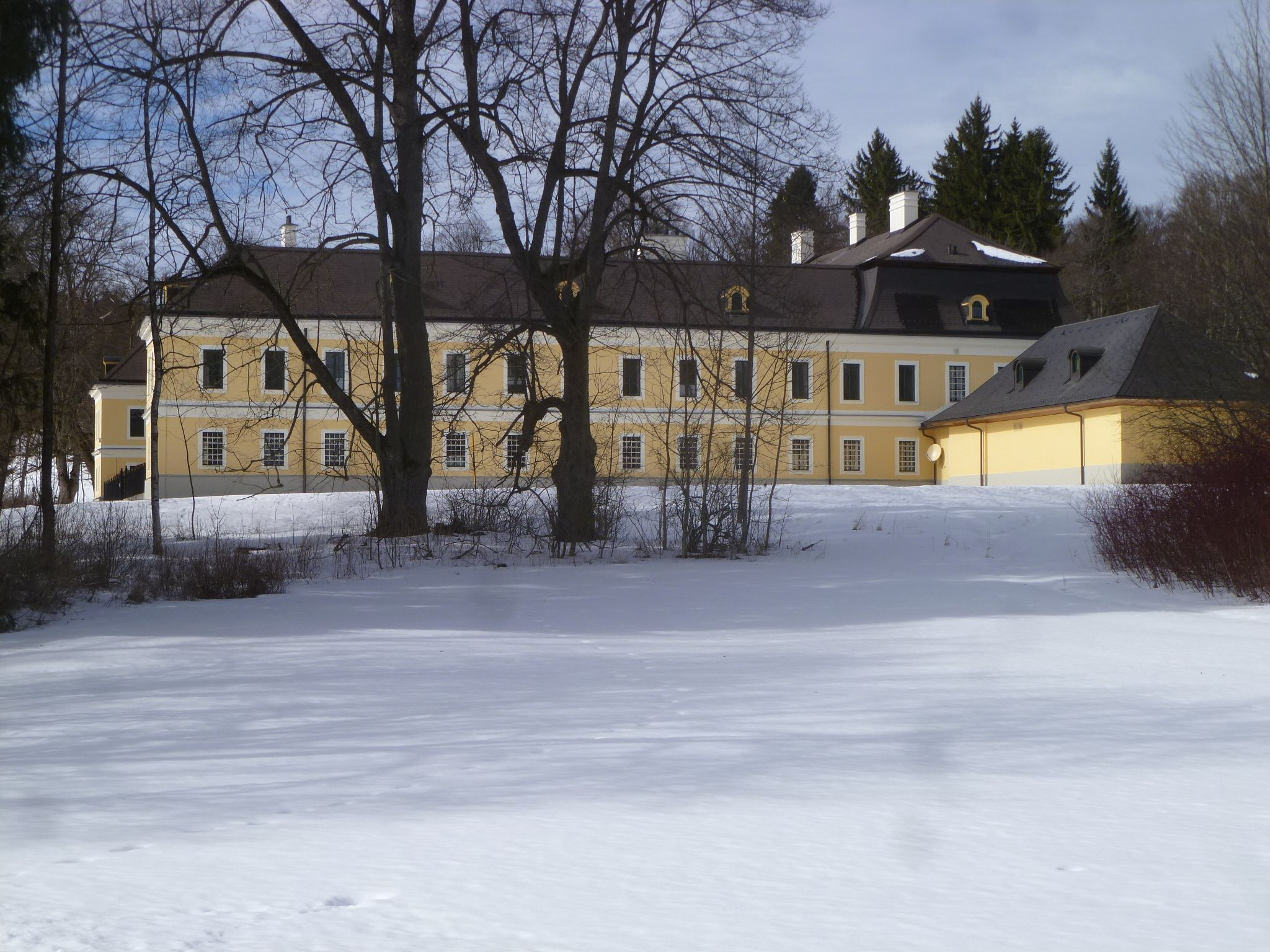
Rechter (östlicher) Schlosstrakt
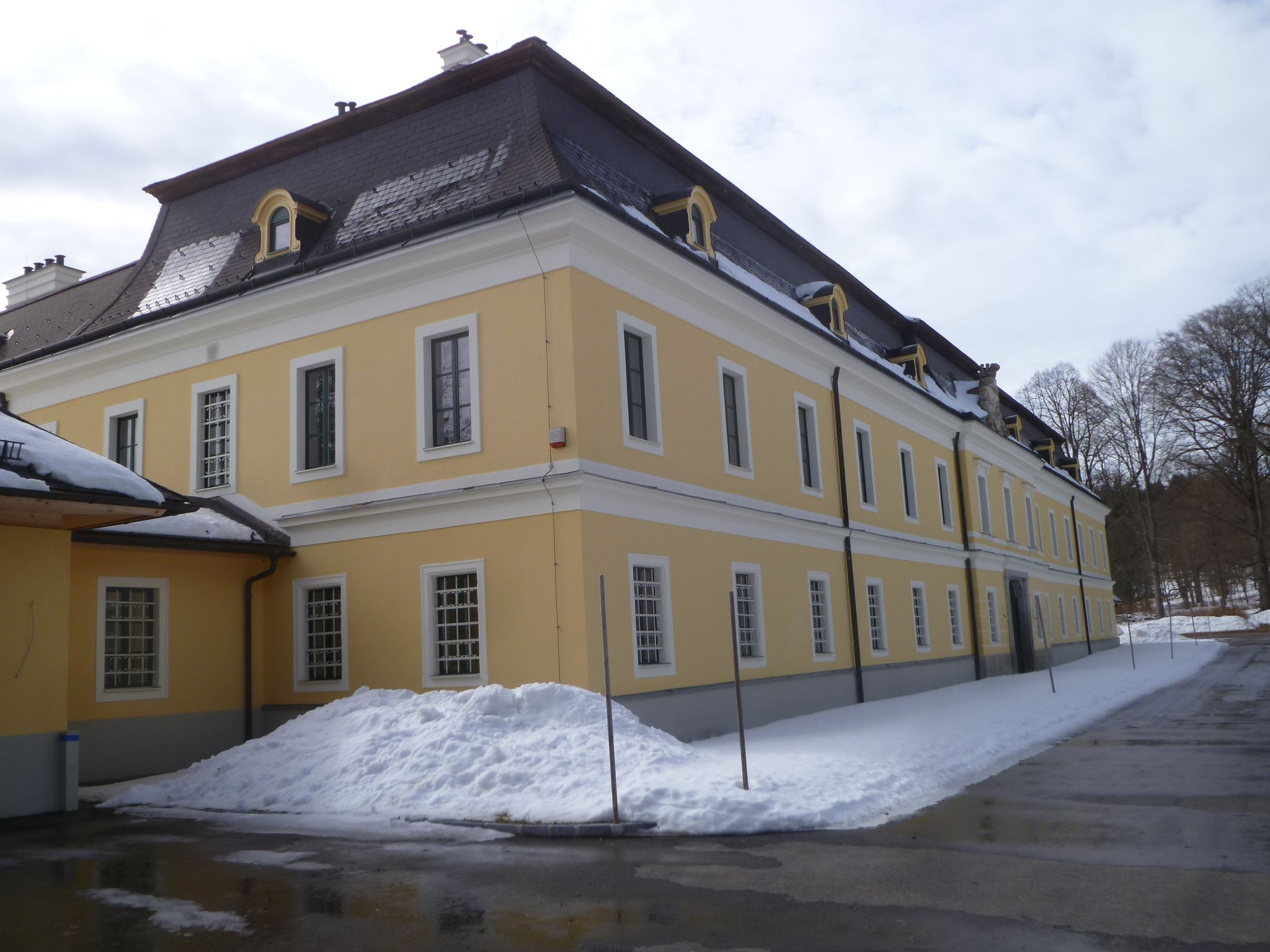
Rückseite (von Osten)
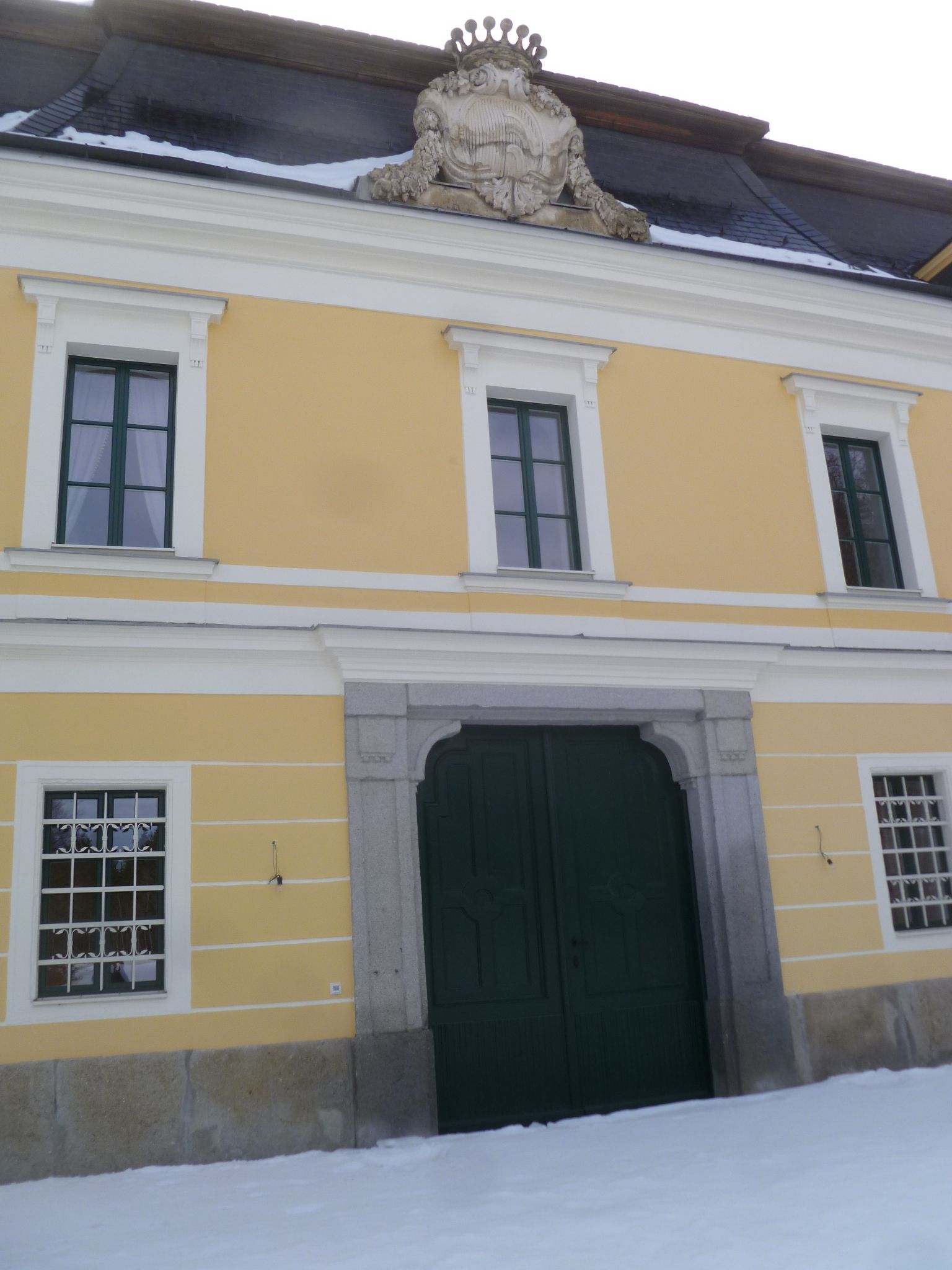
Eingangsportal auf der Rückseite mit dem Wappen der Kinskys

## Bau
Das zweigeschoßige Schloss liegt am Rand eines dichten Waldes unweit der tschechischen Grenze mit Blick auf den Ort Sandl. Die hufeisenförmige Anlage gruppiert sich um einen Ehrenhof. Der Mitteltrakt weist ein gebrochenes Mansarddach auf, die beiden Seitenflügel sind mit Walmdächern gedeckt. Der Dachstuhl dürfte noch aus dem 18. Jahrhundert stammen, die Gaupen aus dem 19. Jahrhundert.
Die Fassade ist schnörkellos gehalten und das durch Säulen flankierte Eingangstor liegt in dem aus der Fassade vorspringenden dreiachsigen Mittelrisalit. Das darüber liegende Walmdach wird von rundbogigen Gaupen mit seitlichen Voluten durchbrochen. Gartenseitig ist das Wappen der Kinskys angebracht. Im Jahr 2010 wurden im Zuge einer Generalsanierung zwei Zubauten im hinteren Teil des Schlosses als Heizhaus und Garage mit je einem Verbindungsgang zum bestehenden Schloss angebracht. Das Schloss selbst liegt inmitten eines ausgedehnten Parks.

## Inneneinrichtung
Die heutige Inneneinrichtung wurde aus anderen Schlössern der Familie Kinsky übernommen. Rosa Kinsky besaß damals auch das Schloss Kinsky in Freistadt, das spätere Krankenhaus in der Linzer Vorstadt (heute: Zemannstraße 29). Im Stiegenhaus hängt ein Gemälde vom Pardubitzer Steeplechase. Der Festsaal ist an der Nordwestecke des Gebäudes und in Weiß und Blau gehalten. Er wurde 1792 errichtet und veranschaulicht den josephinischen Klassizismus.